# 소아치과학
소아치과학(Pediatric dentistry)은 출생부터 청소년까지의 어린이를 다루는 치의학의 한 분야이다. 소아치과학의 전문 분야는 미국 치과 협회, 캐나다 왕립 치과 대학 및 왕립 오스트랄라시안 치과 외과 대학에서 인정한다.
소아과 치과의사는 어린이의 치아 건강을 증진하고 부모를 위한 교육 자료 역할을 한다. 미국소아과학회(AAPD, AAP)는 치과 방문이 첫 번째 치아가 난 후 또는 어린이의 첫 번째 생일에 이루어질 것을 권장한다. AAPD는 치과의사와 환자 사이에 포괄적이고 접근 가능한 지속적인 관계를 구축하는 것이 중요하다고 말했다. 이를 환자의 "치과 집"(dental home)이라고 한다. 조기 구강 검사가 충치의 초기 단계를 감지하는 데 도움이 되기 때문이다. 조기 발견은 구강 건강을 유지하고 비정상적인 습관을 수정하며 필요에 따라 가능한 한 간단하게 치료하는 데 필수적이다. 또한 부모에게는 예방적 가정 간호(양치질, 치실 사용 및 불소) 프로그램, 충치 위험 평가, 손가락, 엄지손가락 및 고무 젖꼭지 습관에 대한 정보가 제공되며 어린이의 입과 치아 손상 예방, 식이요법에 대한 조언, 상담, 성장 및 발달에 대한 정보가 포함될 수 있다.